# Campionat d'Espanya d'hoquei sobre patins femení 2001
El Campionat d'Espanya d'hoquei sobre patins femení 2001 fou la novena edició de la competició. Se celebrà el cap de setmana de l'11, 12 i 13 de maig de 2001 al Pavelló municipal de Sant Feliu de Guíxols i fou organitzat per la Federació Espanyola de Patinatge. Hi participaren set equips, procedents de la lliga catalana, el CE Arenys de Munt i el CHP Bigues i Riells, gallega i interautonòmica. El campionat se celebrà en dues fases, la primera en format de fase regular i la segona en format d'eliminació directa, amb semifinals i final. A la primera, els clubs participants es distribuïren en dos grups. Els dos primers classificats d'ambdós grups accediren directament a la fase final del campionat.
Es proclamà campió el Club Hoquei Patí Bigues i Riells, que guanyà el seu primer i únic títol del campionat estatal. La jugadora anglesa del CP Santa Maria del Pilar, Claire Currey, fou la màxima golejadora de la competició amb 16 gols, mentre que la portera amb menys gols rebuts fou la jugadora del CHP Bigues i Riells, Mònica Catalán.

## Clubs participants
- Centre d'Esports Arenys de Munt
- Club Hoquei Patí Bigues i Riells
- Asociación Deportiva INEF
- Club Patín Noria
- Club Patí Paiporta
- Club Patín Pereda
- Santa María del Pilar

## Primera fase

### Fase regular

#### Grup A
| 11 de maig de 2001 | CP Pereda | 3-10    | CP Santa Maria del Pilar | Sant Feliu de Guíxols |  |
| 9:45 CET Partit 1  |           | Notícia |                          | Pavelló municipal     |  |

| 11 de maig de 2001 | CP Paiporta | 0-9     | CHP Bigues i Riells | Sant Feliu de Guíxols |  |
| 11:00 CET Partit 2 |             | Notícia |                     | Pavelló municipal     |  |

| 11 de maig de 2001 | CP Paiporta | 1-8     | CP Santa Maria del Pilar | Sant Feliu de Guíxols |  |
| 17:00 CET Partit 4 |             | Notícia |                          | Pavelló municipal     |  |

| 11 de maig de 2001 | CHP Bigues i Riells | 13-0    | CP Pereda | Sant Feliu de Guíxols |  |
| 19:30 CET Partit 6 |                     | Notícia |           | Pavelló municipal     |  |

| 12 de maig de 2001 | CP Pereda | vs.     | CP Paiporta | Sant Feliu de Guíxols |  |
| 11:00 CET Partit 8 |           | Notícia |             | Pavelló municipal     |  |

| 12 de maig de 2001 | CHP Bigues i Riells | 7-2     | CP Santa Maria del Pilar | Sant Feliu de Guíxols |  |
| 12:15 CET Partit 9 | Pardo (2)           | Notícia |                          | Pavelló municipal     |  |

#### Grup B
| 11 de maig de 2001 | CE Arenys de Munt | 13-0    | CP Noria | Sant Feliu de Guíxols |  |
| 12:15 CET Partit 3 |                   | Notícia |          | Pavelló municipal     |  |

| 11 de maig de 2001 | AD INEF | 0-10    | CE Arenys de Munt | Sant Feliu de Guíxols |  |
| 18:15 CET Partit 5 |         | Notícia |                   | Pavelló municipal     |  |

| 12 de maig de 2001 | AD INEF | vs.     | CP Noria | Sant Feliu de Guíxols |  |
| 09:45 CET Partit 7 |         | Notícia |          | Pavelló municipal     |  |

### Classificació
El CHP Bigues i Riells i el CP Santa María del Pilar, del grup A, i el CE Arenys de Munt i l'AD INEF, del grup B, es classificaren per a disputar les semifinals de la competició.
|                                       | Equip classificat per les semifinals     |
|                                       | Equip classificat pel cinquè i sisè lloc |
| Nota: Noms dels equips segons l'època |                                          |

| Pos | Equip                    | PJ | G | P | GF | GC | DG  | Pts |
| --- | ------------------------ | -- | - | - | -- | -- | --- | --- |
| 1   | CHP Bigues i Riells      | 3  | 3 | 0 | 29 | 2  | +27 | 6   |
| 2   | CP Santa Maria del Pilar | 3  | 2 | 1 | 20 | 11 | +9  | 5   |
| 3   | CP Paiporta              | 2  | 0 | 2 | 1  | 17 | −16 | 2   |
| 4   | CP Pereda                | 2  | 0 | 2 | 3  | 23 | −20 | 2   |

| Pos | Equip             | PJ | G | P | GF | GC | DG  | Pts |
| --- | ----------------- | -- | - | - | -- | -- | --- | --- |
| 1   | CE Arenys de Munt | 2  | 2 | 0 | 23 | 22 | +1  | 4   |
| 2   | AD INEF           | 1  | 0 | 1 | 0  | 10 | −10 | 1   |
| 3   | CP Noria          | 1  | 0 | 1 | 0  | 13 | −13 | 1   |

## Fase final

### Quadre de competició
|  | Semifinals            | Semifinals        |                      |   | Final | Final |
|  |                       |                   |                      |   |       |       |
|  | 12 de maig            |                   |                      |   |       |       |
|  |                       |                   |                      |   |       |       |
|  | CHP Bigues i Riells   | 6                 |                      |   |       |       |
|  | CHP Bigues i Riells   | 6                 | 13 de maig 12:15 CET |   |       |       |
|  | AD INEF               | 2                 |                      |   |       |       |
|  | AD INEF               | 2                 | CHP Bigues i Riells  | 3 |       |       |
|  | 12 de maig            |                   | CHP Bigues i Riells  | 3 |       |       |
|  |                       | CE Arenys de Munt | 2                    |   |       |       |
|  | CE Arenys de Munt     | CE Arenys de Munt | 2                    | 9 |       |       |
|  | CE Arenys de Munt     |                   |                      | 9 |       |       |
|  | Santa Maria del Pilar | 1                 |                      |   |       |       |
|  | Santa Maria del Pilar | 1                 | Tercer i quart lloc  |   |       |       |
|  |                       |                   |                      |   |       |       |
|  | 13 de maig 11:00 CET  |                   |                      |   |       |       |
|  |                       |                   |                      |   |       |       |
|  | AD INEF               | 4                 |                      |   |       |       |
|  | AD INEF               | 4                 |                      |   |       |       |
|  | Santa Maria del Pilar | 3                 |                      |   |       |       |

### Semifinals

#### CHP Bigues i Riells vs AD INEF
A la primera semifinal, el CHP Bigues i Riells guanyà amb comoditat a l'AD INEF de Galícia per 6 a 2 i es classificà per a la seva primera final del campionat estatal.
| CHP Bigues i Riells | 6-2     | AD INEF |
| ------------------- | ------- | ------- |
| Pardo (3)           | Notícia |         |

Pavelló municipal, Sant Feliu de Guíxols

#### CE Arenys de Munt vs CP Santa Maria del Pilar
A la segona semifinal, el CE Arenys de Munt s'imposà clarament al Santa Maria del Pilar madrileny per 9 a 1 i es classificà per a disputar la seva tercera final consecutiva del campionat.
| CE Arenys de Munt | 9-1     | CP Santa Maria del Pilar |
| ----------------- | ------- | ------------------------ |
|                   | Notícia |                          |

Pavelló municipal, Sant Feliu de Guíxols

### Tercer i quart lloc
| AD INEF | 4-3     | CP Santa Maria del Pilar |
| ------- | ------- | ------------------------ |
|         | Notícia |                          |

Pavelló municipal, Sant Feliu de Guíxols

### Cinquè i sisè lloc
| CP Paiporta | 0-5     | CP Pereda |
| ----------- | ------- | --------- |
|             | Notícia |           |

Pavelló municipal, Sant Feliu de Guíxols

## Final
El CHP Bigues i Riells i el CE Arenys de Munt disputaren la final del Campionat d'Espanya de 2021 el 13 de maig de 2021 al Pavelló municipal de Sant Feliu de Guíxols. Els dos equips compliren els pronòstics de favorits de la competició. En la final, guanyà per la mínima el CHP Bigues i Riells per 3 a 2 al CE Arenys de Munt, i aconseguí el seu primer títol de la competició.
| CHP Bigues i Riells | 3‐2     | CE Arenys de Munt |
| ------------------- | ------- | ----------------- |
|                     | Notícia |                   |

Pavelló municipal, Sant Feliu de Guíxols
| Campió d'Espanya d'hoquei sobre patins 2001 |
| ------------------------------------------- |
| CHP Bigues i Riells Primer títol            |